# Focke-Wulf Fw 58
Die Focke-Wulf Fw 58 „Weihe“ war ein zweimotoriges Mehrzweckflugzeug des Bremer Herstellers Focke-Wulf, das vor allem als Schulflugzeug bei der Luftwaffe Verwendung fand.

## Geschichte

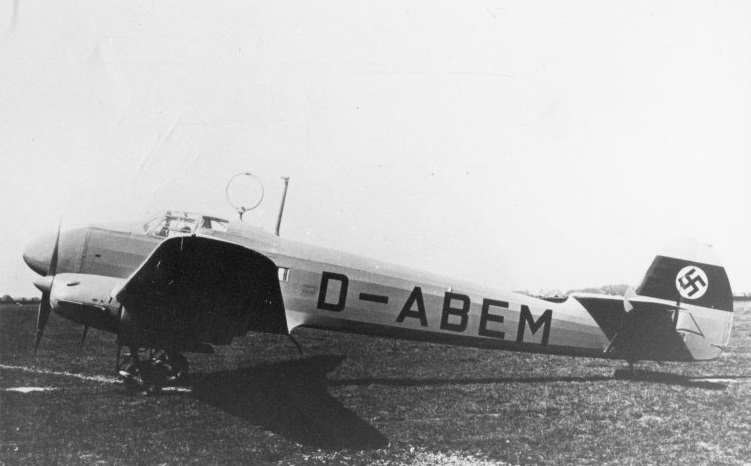
Der 1. Prototyp Fw 58 V1

Mit der Gründung der Luftwaffe im Jahre 1935 wurde ein Flugzeug zur Pilotenschulung gebraucht.
Unter der Leitung von Chefkonstrukteur Kurt Tank entwickelten Paul Klages und Andreas von Faehlmann bei Focke-Wulf eine Maschine, deren Attrappe im Februar 1934 zur Besichtigung bereitstand. Die Fw 58 V1 (D-ABEM, W.Nr. 451) flog erstmals am 18. Januar 1935. Im Juni 1935 folgte die V2, die bereits über zwei Waffenstände verfügte.
Die Fw 58 konnte sich durchsetzen gegen die etwas kleinere und mit den gleichen Motoren ausgerüstete Konkurrenzentwicklung Arado Ar 77, von der zwei Exemplare gebaut wurden. In Brasilien wurde die Lizenzversion Fw 58B-2 mit 25 Maschinen hergestellt.

## Einsatz

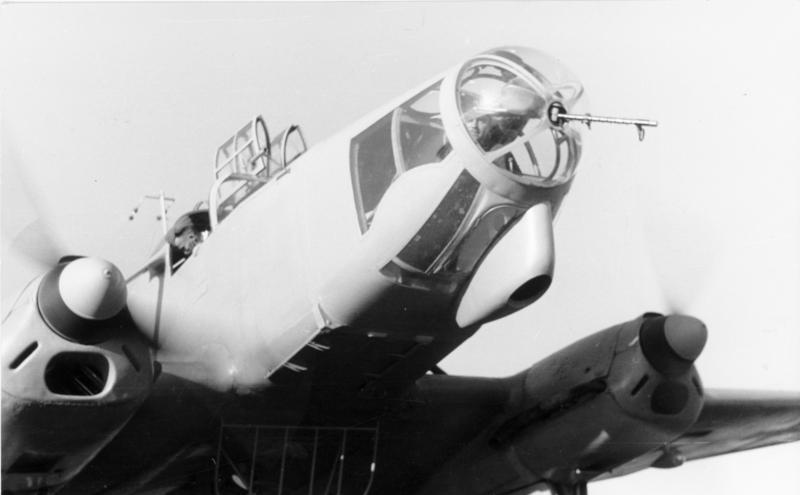
Fw 58 an der Ostfront, Heeresgruppe Nord, 1942

Das Flugzeug wurde in diversen Bereichen eingesetzt. Hauptverwendungszweck war die Schulung von Piloten für den Nachtflug und die Ausbildung von Bomben- und MG-Schützen. Im Zweiten Weltkrieg wurden sie auch für leichte Transport- und Ambulanzflüge sowie für Vermessungs- und Wetteraufklärungsflüge eingesetzt.
Die Lufthansa kaufte im April 1938 vier Photoflugzeuge KJ-1 (W.-Nr. 2697–2700) für ihre Tochter Hansa Luftbild. Diese Flugzeuge wurden bei Kriegsbeginn an die Sonderbildabteilung des RLM (SOBIA) abgegeben. Zwischen Mai und Juli 1939 erhielt die DLH fünf Frachtflugzeuge KL-1 (W.-Nr. 3100–3104), von denen zwei an die brasilianische Tochtergesellschaft Syndicato Condor als PP-CBM (3102) und PP-CBN (3103) weitergegeben wurden. Die Flugzeuge wurden am 18. November 1942 von der brasilianischen Marine beschlagnahmt und als Schulflugzeuge eingesetzt. Die D-OVXF (3104) stürzte am 24. Januar 1942 ab, wobei die zweiköpfige Besatzung ums Leben kam. Zum Aufbau einer eigenen Fluggesellschaft „Slowenská Letecká Společnost“ lieferte die DLH die zwei letzten Fw 58 im Laufe des ersten Halbjahres 1942 an die Slowakei. Mit diesen Flugzeugen nahm die DLH im Auftrag der SLS den Flugverkehr auf, da vermutlich zu diesem Zeitpunkt kein geeignetes Personal in der Slowakei vorhanden war. Die Flugzeuge erhielten im Juli 1942 die Zulassungen OK-TRE (3100) und OK-HLM (3101). Ab 1943 führte die SLS den Verkehr dann selber mit diesen Flugzeugen durch.
Ab 1943 wurde in der Deutschen Forschungsanstalt für Segelflug (DFS) unter der Leitung von Felix Kracht eine Fw 58 durch eine viermotorige Junkers Ju 90 erfolgreich bei Luftbetankungsversuchen im Flug betankt. Diese Versuche wurden aber aus Treibstoffmangel, eines der Hauptprobleme der damaligen deutschen Luftwaffe, im Jahr darauf wieder eingestellt.
Ein Exemplar (Fw 58 V14, D-OPDR) wurde umfassend umgebaut und zu Versuchen mit einer Grenzschichtabsaugung eingesetzt. Es sollte eine bessere Anströmung des Leitwerks auch bei langsamerer Fluggeschwindigkeit erreicht werden. Hierzu wurde im Rumpf ein Flugmotor der Firma Hirth zusammen mit einem Gebläse eingebaut, mit dem die Grenzschicht an der Flügelhinterkante abgesaugt wurde. Diese Luft trat dann wieder durch zwei Reihen umlaufender Schlitze im hinteren Rumpfteil aus.
Im November 1941 flogen Kurt Tank und weitere Mitarbeiter des Focke-Wulf-Konstruktionsbüros nach einer Besprechung beim französischen Flugzeugbauer SNCASO mit der unbewaffneten Fw 58 A-0 (D-ALEX) zurück nach Bremen. Im Raum Brüssel trafen sie auf zwei britische Supermarine Spitfire. Zwar schossen die Briten beim ersten Angriff vorbei, woraufhin Tank im Tiefflug zu entkommen versuchte, doch endete der zweite Angriff mit einer stark beschädigten linken Fläche samt weggerissenem Querruder, wodurch sich die Maschine nur noch in sehr begrenztem Umfang steuern ließ. Die Jagdflieger ließen die offensichtlich unbewaffnete, langsame und leichte Beute in Ruhe. Nach 17 bangen Minuten flog Tank die Maschine mit dem verbleibenden Querruder auf dem nächsten Platz bei Hilversum südöstlich von Amsterdam. Die Besatzung verließ unverletzt die mit 47 Einschusslöchern lädierte Maschine – ein Geschoss steckte in Tanks Sitzkissen. Zum Erstaunen der Mitarbeiter des Focke-Wulf-Konstruktionsbüros stand das Flugzeug am nächsten Morgen flugklar auf dem Platz – in nur sieben Stunden hatten die Mechaniker der Luftwaffe die Maschine repariert.

## Konstruktion
Die Fw 58 war ein mit Stoff und Metall beplankter zweimotoriger Tiefdecker. Das Fahrwerk war einziehbar. Im Heck befand sich ein offener Stand, der mit einem MG 15 (Kaliber 7,92 mm) ausgestattet werden konnte, ein weiteres MG 15 konnte vorne im Rumpf montiert werden.
Das Flugzeug konnte auch mit Skiern und Schwimmern (Fw 58W) ausgestattet werden.

## Produktionszahlen
Die Serienproduktion der Fw 58 begann im September 1936 und endete im August 1942.
| Version        | FW  | GFW | Miag | Luther | Gotha | Summe | Bemerkung                                        |
| -------------- | --- | --- | ---- | ------ | ----- | ----- | ------------------------------------------------ |
| Versuchsmuster | 6   |     |      |        |       | 6     | V1–V6, W.-Nr. 451, 452, 802, 1833, 1970, 1199    |
| B              | 307 |     | 88   |        |       | 395   | FW: Versionen B-1 und B-2, Miag: nur Version B-2 |
| C              | 203 | 120 | 385  | 23     | 460   | 1191  | FW: Versionen C-1 und C-2, Rest: nur Version C-2 |
| Vertriebsserie | 76  |     |      |        |       | 76    |                                                  |
| Summe          | 592 | 120 | 473  | 23     | 460   | 1668  |                                                  |

Aus der Vertriebs- und der RLM-Serie wurden bis 1940 folgende Flugzeuge exportiert: Argentinien 3, Brasilien 10, Bulgarien 8, Rumänien 22, Schweden 2, Türkei 6, Ungarn 27, Österreich 6. Von 1942 bis 1945 wurden folgende Flugzeuge geliefert: 10 Bulgarien, 5 Rumänien, 2 Schweden, 12 Slowakei, 202 Ungarn.

## Militärische Nutzer
- Argentinien: 3, 1938–1952[6]
- Brasilien: 45 als Lizenzbau geplant, mind. 25 gebaut, mil. Nutzung 1937–1958[6]
- Bulgarien
- Deutsches Reich
- Finnland
- Unabhängiger Staat Kroatien
- Niederlande
- Österreich (Luftwaffe)
- Polen
- Rumänien
- Schweden[7]
- Sowjetunion
- Tschechoslowakei
- Türkei
- Ungarn: Lizenzfertigung

## Technische Daten

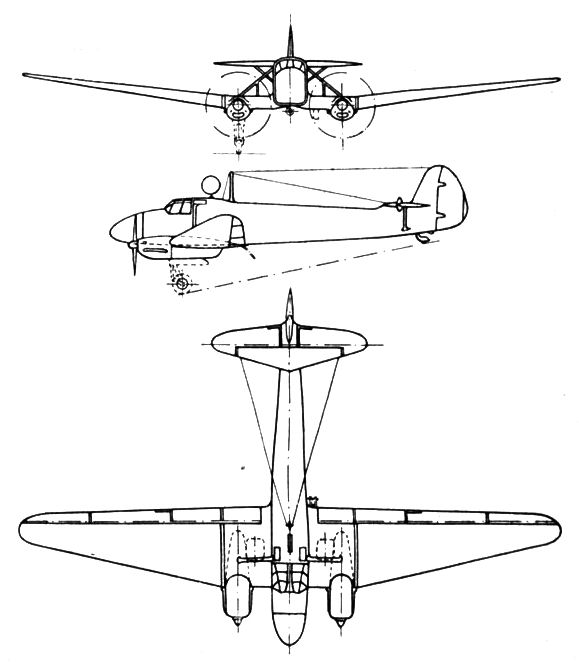
Dreiseitenansicht

| Kenngröße              | Fw 58 B-1                                                    | Fw 58 B-2                                                                 | Fw 58 C-2                                                             | Fw 58 V13 (ab 1942: KL-1)                                    |
| ---------------------- | ------------------------------------------------------------ | ------------------------------------------------------------------------- | --------------------------------------------------------------------- | ------------------------------------------------------------ |
| Verwendungszweck       | Schulflugzeug                                                | MG- und Bombenabwurf-Übungsflugzeug                                       | Blindflug- und FT-Schulflugzeug                                       | Zubringer- und Verkehrsflugzeug                              |
| Besatzung              | Pilot, Funker + max. 4 Personen                              | 4 (Pilot, Bombenschütze, MG-Schütze und Funker)                           | 4 (Pilot, Bombenschütze, MG-Schütze und Funker)                       | 2                                                            |
| Länge                  | 14,0 m                                                       | 14,16 m                                                                   | 14,00 m                                                               | 14,00 m                                                      |
| Spannweite             | 21,0 m                                                       | 21,05 m                                                                   | 21,05 m                                                               | 21,05 m                                                      |
| Höhe                   | 4,30 m                                                       | 4,20 m                                                                    | 4,25 m                                                                | 3,90 m                                                       |
| Flügelfläche           | 47 m²                                                        | 47 m²                                                                     | 47,30 m²                                                              | 47,00 m²                                                     |
| Flügelstreckung        | 9,4                                                          | 9,4                                                                       | 9,4                                                                   | 9,4                                                          |
| V-Form                 |                                                              | 7,5°                                                                      | 7,5°                                                                  | 7,5°                                                         |
| Pfeilform              |                                                              | 12,5°                                                                     | 12,5°                                                                 | 12,5°                                                        |
| Flächenbelastung       |                                                              | 62,5 kg/m²                                                                | 62,5 kg/m²                                                            | 76,55 kg/m²                                                  |
| Bruchlastvielfaches    |                                                              | 6,2                                                                       | 6,2                                                                   | 5,45                                                         |
| Spurweite              |                                                              | 4,00 m                                                                    | 4,00 m                                                                | 4,00 m                                                       |
| Leermasse              | 1900 kg                                                      | 2000 kg                                                                   | 1960 kg                                                               | 2400 kg                                                      |
| Rüstmasse              |                                                              | 2300 kg                                                                   | 2000 kg                                                               | 2500 kg                                                      |
| Zuladung               |                                                              | 630 kg                                                                    | 640 kg                                                                | 1080 kg                                                      |
| Startmasse             | 2810 kg                                                      | 2930 kg                                                                   | 2926 kg                                                               | 3600 kg                                                      |
| Antrieb                | zwei luftgekühlte, hängend eingebaute Achtzylinder-V-Motoren | zwei luftgekühlte, hängend eingebaute Achtzylinder-V-Motoren              | zwei luftgekühlte, hängend eingebaute Achtzylinder-V-Motoren          | zwei luftgekühlte, hängend eingebaute Achtzylinder-V-Motoren |
| Typ                    | 2 × Argus As 10C, je 240 PS (177 kW)                         | 2 × Argus As 10C, je 240 PS (177 kW)                                      | 2 × Argus As 10C, je 240 PS (177 kW)                                  | 2 × Hirth HM 508DB, je 280 PS (206 kW)                       |
| Höchstgeschwindigkeit  | 256 km/h                                                     | 254 km/h in Bodennähe 222 km/h in 4000 m Höhe                             | 265 km/h in Bodennähe 231 km/h in 4000 m Höhe                         | 272 km/h in Bodennähe                                        |
| Marschgeschwindigkeit  |                                                              | 238 km/h in Bodennähe 218 km/h in 3000 m Höhe                             | 249 km/h in Bodennähe 227 km/h in 3000 m Höhe                         | 242 km/h in Bodennähe                                        |
| Landegeschwindigkeit   |                                                              | 76 km/h                                                                   | 76 km/h                                                               | 85 km/h                                                      |
| Steiggeschwindigkeit   |                                                              | 4,7 m/s in Bodennähe                                                      | 4,9 m/s in Bodennähe                                                  | 5,0 m/s in Bodennähe                                         |
| Steigleistung          |                                                              | 1000 m in 3,8 min 2000 m in 8,5 min 3000 m in 14,5 min 4000 m in 22,9 min | 1000 m in 3,7 min 2000 m in 8,3 min 3000 m in 14 min 4000 m in 22 min |                                                              |
| Flugdauer              |                                                              | ca. 3,3 h                                                                 | ca. 5 h                                                               | 3,6–6,7 h                                                    |
| Reichweite             | 676 km                                                       | ca. 610 km                                                                | 1080 km                                                               | 800–1500 km                                                  |
| Dienstgipfelhöhe       | 5200 m                                                       | 5400 m                                                                    | 5600 m                                                                | 5400 m                                                       |
| Schwebehöhe einmotorig |                                                              | 2000 m                                                                    | 2000 m                                                                | 1000 m                                                       |
| Startstrecke           |                                                              | ca. 200 m                                                                 | ca. 200 m                                                             | ca. 200 m                                                    |
| Landestrecke           |                                                              | ca. 180 m                                                                 | ca. 180 m                                                             | ca. 180 m                                                    |
| Bewaffnung             | 2 × MG 15 (7,92 mm)                                          | 2 × MG 15 (7,92 mm) (in A- und B-Stand möglich)                           | –                                                                     | –                                                            |

## Erhaltene Flugzeuge
Die einzig heute noch existierende Focke-Wulf Fw 58 ist eine Fw 58 B-2 aus brasilianischer Produktion; sie befindet sich im Luftfahrtmuseum (Museu Aeroespacial) von Rio de Janeiro und trägt das Kennzeichen AT-Fw-1530. Das Flugzeug wurde 1937 mit der Werknummer 1016 produziert und im gleichen Jahr mit dem Kennzeichen V2AvN215 an die brasilianische Marine ausgeliefert. Anschließend wurde sie den Luftstreitkräften übergeben, wo sie als AT-FW-1184 bis zum 11. November 1949 in Dienst stand. Danach fand sie für kurze Zeit bis 1955 beim brasilianischen Landwirtschaftsministerium mit dem Kennzeichen PP-FDD ein neues Betätigungsfeld und diente später noch eine Zeitlang als Reise- und Transportflugzeug, ehe sie ausgemustert und auf dem Flugplatz von Belo Horizonte abgestellt wurde, wo sie in Vergessenheit geriet. 1982 wurde das mittlerweile ausgebrannte und kannibalisierte Wrack wiederentdeckt und ins Luftfahrtmuseum nach Rio de Janeiro gebracht. Die Restaurierung begann 1984 und wurde am 16. Oktober 1998 abgeschlossen.